# Jurla
Jurla (oroszul: Юрла) falu Oroszország Permi határterületén, a Komi-permják körzet Jurlai járásának székhelye.
Lakossága: 4094 fő (a 2010. évi népszámláláskor).

## Fekvése
A Permi határterület északnyugati részén, Permtől 246 km-re, a Káma vízrendszeréhez tartozó Lopva folyó partján helyezkedik el. Országút köti össze Kudimkarral és azon át a transzszibériai vasútvonal Verescsagino–Perm közötti szakaszán lévő Mengyelejevo vasútállomással (145 km). 

## Története
Első írásos említése 1719-ből származik. Más forrás szerint a falu 1773 óta ismert, de egyes vélemények szerint 1744-ben keletkezett. 1779-ben kőből épített, de fa alapozású temploma volt. Akkoriban Jurla gazdasági és kulturális központnak számított, vásárait távoli vidékekről is látogatták, fejlett kézműiparral rendelkezett. A 18. század végétől kezdve a Cserdinyi ujezd egyik közigazgatási egységének (voloszty) székhelye volt. 
1924-ben lett járási székhely. A Komi-permják nemzeti körzetben itt alapították az első lenfeldolgozó üzemet (1930-ban), 1935-ben tejfeldolgozó üzeme épült. 1933-tól 1958-ig a faluban traktor- és gépállomás működött. 